# Rachel Rosenthal
Rachel Rosenthal (París, França, 9 de novembre de 1926 - Los Angeles, Califòrnia, 10 de maig de 2015) va ser un artista interdisciplinària, professora i activista de drets dels animals. Va ser coneguda per les seves performances de llarga que ha realitzat gires amb la companyia Rachel Rosenthal tant pels Estats Units com per la resta del món. Va treballar en espais com el Lincoln Center de Nova York, el Kaaitheater de Brussel·les, el Festival Internacional de Teatre d'Estiu Internacional d'Hamburg, l'espai escènic a Sydney i el Festival de Théâtre des Amériques al Teatre Centaur de Montréal, entre d'altres.

## Premis i reconeixements
- 1983 - Vesta Award Woman's Building
- 1983 - Obie Award[3]
- 1991 - Artcore Art Award[4]
- 1991 - College Art Association of America Artist Award
- 1994 - Women's Caucus for Art Honor Award for Outstanding Achievement in the Arts
- 1994 - The Fresno Art Museum's Distinguished Artist Award
- 1995 - Genesis Award
- 1996 - LA Weekly Theater Award for Career Achievement